# Oriëntatierit

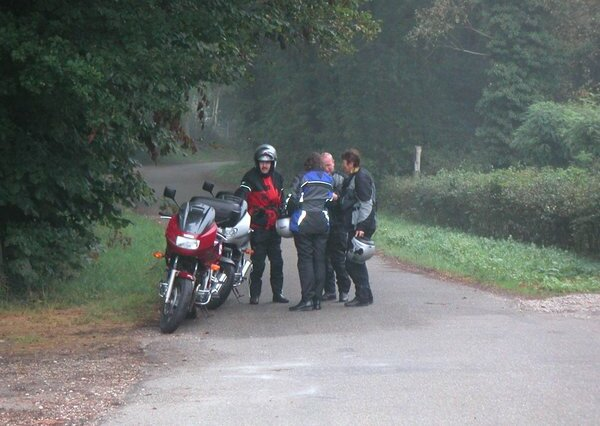
Overleg over de te volgen route tijdens een oriëntatierit

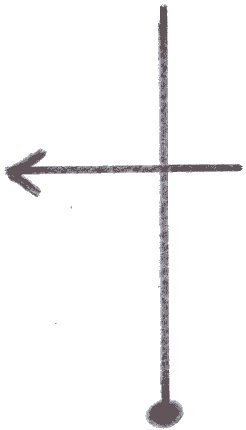
Bolletje-pijltje principe: Kruising linksaf

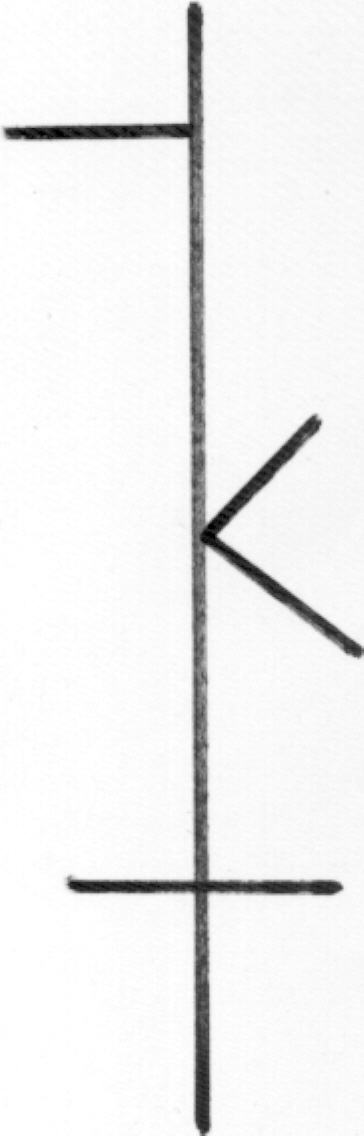
Strippenkaartprincipe: kruising rechtdoor, kruising linksaf, driesprong rechts of rechtdoor

Een oriëntatierit is een clubrit van een motor- of een autoclub.
Dit is een rit met een wedstrijdelement waarbij het niet gaat om snelheid, maar om het juist volgen van een route. 
De route kan zijn aangegeven op een kaart of op schrift, in klare taal, volgens het bolletje-pijltje-principe of het strippenkaart-principe. Bij het bolletje-pijltje systeem geeft bij elke kruising of splitsing een bolletje aan waar men zich bevindt, en een pijltje waar men naartoe moet. Bij het strippenkaart-systeem volgt men een steeds rechtdoor lopende lijn. Op kruisingen zijn de wegen links of rechts van deze lijn aangegeven. Als men op een kruising rechtdoor moet staat er een weg aan weerszijden, bij linksaf staan er twee streepjes rechts (twee wegen rechts laten liggen = linksaf). 
Oriëntatieritten kunnen zeer uitgebreide en officiële reglementen hebben, die vooraf enige studie behoeven. Zo kan in de route bijvoorbeeld staan: bij "KERK" rechtsaf. Men moet dan bij de kerk aangekomen gewoon doorrijden, want de aanhalingstekens duiden op het geschreven woord "kerk". Ziet men vervolgens deze tekst ergens staan, dan moet men rechtsaf. 
Bij oriëntatieritten met auto's ligt de moeilijkheidsgraad meestal hoog, omdat men dan mede-inzittenden kan laten puzzelen. Motor-oriëntatieritten zijn vaak eenvoudiger van opzet.
Andere clubritten van een motorclub kunnen zijn:
- de Dobbelrit
- de Fotopuzzelrit
- de Puzzelrit
- de Sterrit
- de Toertocht